# ان‌جی‌سی ۳۹۴
ان‌جی‌سی ۳۹۴ (انگلیسی: NGC 394) نام یک کهکشان عدسی در صورت فلکی ماهی است.